# Constantin Negruzzi
Constantin (Costache) Negruzzi ( Trifești, 1808. – Jászvásár, 1868. augusztus 24.) román író, politikus. A román romantizmus úttörője, fordított Voltaire, Victor Hugo és Thomas Moore műveket, s a Román Akadémia egyik alapító tagja volt.

## Élete
A Jászvásár melletti Trifești-en született Dinu Negruț pohárnok, és Sofia Hermeziu gyermekeként. Először görög tanítóhoz járt Jászvásáron; románul egyedül, egy könyvből tanult. Miután kitört az 1821-es forradalom Besszarábiába, Chișinăuba menekült, ahol megismerkedett Puskinnal és megszerette általa az irodalmat. 1823-ban visszatért családjával Jászvásárra, s röviddel ezután, apja halála után, politikai útra tévedt. 1837-ben mint a város képviselője lassan magasabb funkciókba került, mígnem 1840-ben Jászvásár polgármestere lett. Közben a Jászvásári Nemzeti Színház társigazgatójává is megválasztották (Vasile Alecsandri és Mihail Kogălniceanu mellett). Ugyanebben az évben jelent meg a Kogălniceanu által szerkesztett Dacia Literară folyóiratban leghíresebb műve, az Alexandru Lăpușneanul (Megtiport ország) című novellája. 1838-ban és 1844-ben egy-egy cikke miatt birtokára száműzték. Felhagyott egy ideig a politikával, nem vett részt az 1848-as forradalomban, majd csak 1857 után lett bíró, majd kurátor. Részt vett a Román Akadémia megalakításában 1866-ban. 1868. augusztus 24-én halt meg Jászvásárban, majd szülőfalujában temették el.

## Művei
- Aprodul Purice, részlet az elveszett Ștefaniada eposzból, 1837
- Alexandru Lăpușneanul, elbeszélés, 1840
- 200 rețete cercate pentru bucate și alte treburi gospodărești, 1841 (ételreceptek és háztartási tudnivalók)
- Cârlanii, színdarab, bemutató, 1849
- Muza de la Burdujăni, vígjáték Theodore Leclercq nyomán, 1851
- Păcatele tinerețelor, útirajzok, anekdoták, arcképek, esszék, 1857

## Magyarul
- Megtiport ország; ford. Széll Gyula, Pollák Ödön; Állami Irodalmi, Bukarest, 1951 (Haladó hagyományaink)
- A régi iskola. Szemelvények a hajdani iskola életéből; többekkel; Ifjúsági, Bukarest, 1956 (Tanulók könyvtára)
- Constantin Negruzzi válogatott művei; ford., utószó Engel Károly, versford. Marconi Máthé Irma; Állami Irodalmi és Művészeti, Bukarest, 1957 (Román klasszikusok)